# Indiana Jones i posljednji križarski pohod
Indiana Jones i posljednji križarski pohod (eng. Indiana Jones and the Last Crusade) je pustolovni film  Stevena Spielberga iz 1989. s  Harrisonom Fordom i  Seanom Conneryjem.
Nakon što dr. Henry Jones stariji (Connery) nestane u dugogodišnjoj potrazi za Svetim Gralom, Indiana mora ući u očev trag u nadi da će ga spasiti - i Gral - iz ruka  nacističke vojne mašinerije. Bio je to financijski najuspješniji film 1989. godine.

## Radnja
Godine 1912. mladi izviđač Indiana Jones od pljačkaša grobova ukrade Coronadov križ, koji je pripadao  španjolskom  konkvistadoru Franciscu Vasquezu de Coronadu, vjerujući da mu je mjesto u muzeju, a ne u privatnoj kolekciji. Iako uspijeva spasiti križ, pljačkaši kažu policiji da je Indiana lopov pa ga je ovaj prisiljen vratiti, dok njegov zaboravljivi otac, Henry Jones, radi na svojem istraživanju. Jedan od pljačkaša, odjeven slično kao budući Indiana, daje mu šešir. 1938., odrasli Indiana se nalazi na brodu pljačkaša, Coronadu, na portugalskoj obali. Konačno uzevši križ, Indiana ga donira muzeju Marcusa Brodyja.
Indiana se sastaje s bogatim Waltherom Donovanom, koji mu kaže da mu je otac nestao tražeći trag o lokaciji Svetog Grala, koristeći nepotpunu kamenu ploču. Indiana i Marcus odlaze u  Veneciju kako bi se sastali s dr. Elsom Schneider u potrazi za očevim tragovima. Počinju u knjižnici gdje je zadnji put viđen. Indiana na podu pronalazi znak "X" koji označava ulaz u  katakombe ispunjene  naftom. Unutra je grobnica sir Richarda, viteza iz  Prvog križarskog rata, čiji štit sadrži kompletnu verziju informacije na kamenoj ploči. Bratstvo križarskog mača, tajni i fanatični religijski kult koji štiti Sveti Gral, zapaljuje naftu u katakombama kako bi ubili Indianu i Elsu. Indiana prevrće sarkofag sir Richarda kako bi se on i Elsa sakrili unutra i izašli kroz kanalizaciju izvan knjižnice. Indiana i Elsa ulaze u gliser i odlaze, uspijevajući pobjeći svim vođama kulta, osim jednog, Kazimu. Jones uvjerava Kazima da traži oca, a ne Sveti Gral, a Kazim mu otkriva da mu oca drže u dvorcu Brunwald pokraj  autrijsko- njemačke granice.
Indiana pronalazi oca, ali ih izdaju Schneiderova i Donovan, koji surađuju s  nacistima. Iskoristili su Indianina oca kako bi njega navukli da im riješi misteriju Grala. Indiana i Henry uspijevaju pobjeći zajedno i odlaze u Berlin po Henryjev dnevnik u kojem stoji sve što je saznao o Gralu, uključujući načine kako izbjeći tri zamke. Stižu na paljenje knjiga pred Reichstagom, gdje prerušeni Indiana stjera Elsu u kut i nagovori je da mu vrati dnevnik, a nalijeće i na samog Hitlera, koji mu se potpiše u dnevnik. Indiana i Henry Jones se ukrcavaju na cepelin koji se odjednom okreće, a Indiana shvaća da nacisti znaju da su na njemu. Bježe s broda pomoću prikvačenog lovca aviona. Uspijevaju umaći nacističkim bojnim avionima, ali Henry slučajno mitraljezom otkine rep aviona, nakon čega padaju. Ukradu automobil, nakon čega se jedan nacistički avion zabija u zid nakon što su ušli u tunel. Na plaži, Henry iskoristi svoj kišobran kako bi uplašio galebove. Galebovi se uzdižu u jato i udaraju u drugi avion. Jonesovi se sastaju sa Sallahom i suprotstavljaju se nacistima koji su zarobili Brodyja. Pojavljuju se članovi Bratstva križarskog mača, napadajući nacističku karavanu, ali nacisti uspijevaju odbaciti njihov napad. Henry pokuša spasiti Brodyja iz tenka u kojem ga drže, ali biva i sam zarobljen. Indiana skače na tenk i spašava zarobljenike prije nego što ga je bacio s litice, ubivši Donovanova pobočnika, pukovnika Vogela.
Jonesovi, Sallah i Brody stižu u Kanjon polumjeseca, u Hatayu pokraj Iskenderuna, gdje se nalazi hram s Gralom. Nacisti ih zarobljavaju u hram i upucaju Henryja, prisiljavajući Indianu da donese Gral kako bi izliječio njegove teške rane. Vodeći se dnevnikom, Indiana izbjegava smrtonosne zamke, došavši u prostoriju u kojoj se nalazi vitez iz Prvog križarskog rata, koji je ostao živ zbog moći Grala. Vitez je Gral sakrio među mnoge lažne pehare. Vitez im kaže da, ako žele Gral, moraju mudro izabrati jer će im pijenje iz pravog Grala donijeti vječni život, dok će im ga pijenje iz lažnog oduzeti. Schneider izabire zlatni, draguljima optočen pehar, a Donovan popije iz njega. Shvativši da je Gral lažan, Donovan umire na stravičan način, rapidno ostarivši i pretvorivši se u prah.

Indiana izabire pravi Gral, glatki pehar sa zlatnom unutrašnjošću, djelo skromnog tesara, i popije iz njega. Indiana napuni pehar vodom i iskoristi je kako bi zaliječio Henryja. Unatoč vitezovom upozorenju da Gral ne smije prijeći Veliki pečat prema Božjem zakonu, Elsa pokuša pobjeći s Gralom, a unutrašnjost hrama se počinje urušavati. Izgubi ravnotežu na rubu novoformirane pukotine i, unatoč Indianinom pokušaju da je spasi, ona pohlepno posegne za Gralom i upadne u ponor. Nakon toga Indiana izgubi tlo pod nogama i nađe se u istoj situaciji, s ocem koji ga spašava od Elsine sudbine. I on pokuša dohvatiti Gral, ali mu Henry jednostavno kaže, "Indiana... Indiana... pusti." Shvativši da mu se otac prvi put obratio pravim imenom, Indiana nevoljko posluša, a Gral zajedno sa starim vitezom ostaje u ruševinama, dok Jonesovi, Brody i Sallah uspijevaju pobjeći iz rušećeg hrama. Henry otkriva da je "Indiana" bilo ime obiteljskog psa te da je Indianino pravo ime Henry Jones mlađi. Nakon toga, odlaze jašući prema zalasku sunca.

## Produkcija
Nakon izlaska filma Otimači izgubljenog kovčega, Spielberg se vratio konceptu Kralja majmuna i opsjednutog hrama, prije nego što je Lucas predložio Sveti Gral. Spielberg ga je prethodno odbio smatrajući to nadzemaljskim, ali onda je na to nadodao priču o odnosu oca i sina. Pomislio je, "Gral koji svi traže može biti metafora za sina koji traži pomirbu s ocem i oca koji traži pomirbu sa sinom." Razvijajući priču, Lucas je na želju  Harrisona Forda, dodao flasback Indiane kao tinejdžera kojim počinje film. Menno Meyjes, koji je sa Spielbergom radio na filmovima Boja purpura i Carstvo sunca, zajedno je s Lucasom napisao priču dok je Jeffrey Boam napisao završnu verziju scenarija.
Snimanje je počelo 16. svibnja 1988. s budžetom od 36 milijuna dolara, a snimalo se u  Veneciji, Almeriji, Jordanu,  Austriji,  Njemačkoj,  Coloradu,  Novom Meksiku, Utahu i Teksasu. Almeria je korišten za avionsku potjeru i obračun na tenku. Iako je po scenariju snimanje trebalo trajati dva dana, Spielberg je proširio tenkovski obračun i dao napraviti dva tenka, jedan za krupne planove. Kad je snimao scenu u kojoj Henry koristi galebove da sruši avion, galebovi nisu htjeli letjeti, pa je Spielberg koristio golubove. Snimanje u  Veneciji obavljeno je u kolovozu, a ekipa je zauzela Grand Canal. Borba pokraj propelera snimljena je u studijima Elstree, dok je 2000 štakora posebno okoćeno kako bi se isključila mogućnost zaraze. River Phoenix snimio je scene u rujnu, tri tjedna nakon što je završen glavni dio snimanja. Nakon pregleda, grube verzije, Spielberg je dodao potjeru na motorima koja je snimljena u Lucas Valleyju.

## Glumci
- Harrison Ford - Indiana Jones, neustrašivi  arheolog i pustolov koji pokušava spasiti svog otuđenog oca.
- Sean Connery - Profesor Henry Jones, Indianin otac, koji je mario više za potragu za Gralom nego za vlastitim sinom. Boji se štakora.
- Denholm Elliott - Dr. Marcus Brody, Indianin kolega, kustos muzeja.
- John Rhys-Davies - Sallah, Indianin prijatelj, profesionalni kopač koji živi u  Kairu.
- Alison Doody - Dr. Elsa Schneider,  austrijska profesorica koja surađuje s  nacistima. Zavela je i oca i sina Jones.
- Julian Glover - Walter Donovan, američki biznismen koji je poslao Jonesove u potragu za Svetim Gralom, surađuje s nacistima i traži besmrtnost.
- River Phoenix - mladi Indiana Jones na početku filma.
- Michael Byrne - Vogel, brutalni nacistički pukovnik.
- Kevork Malikyan - Kazim, vođa Bratstva križarskog mača, organizacije koja štiti Sveti Gral.
- Robert Eddison - Vitez koji čuva Gral. Popio je iz  Kristova pehara tijekom Križarskih ratova te je besmrtan ako se drži unutar označenog ulaza.

## Reakcije
Ovaj nastavak serijala o Indiani Jonesu ima više humora nego prethodna dva filma. Humor se najčešće manifestira kroz odnos Indiane i njegova oca. Marcus Brody je također puno manje ozbiljan lik nego u prethodnom pojavljivanju u  Otimačima izgubljenog kovčega, gdje je opisan kao kustos muzeja koji "se jednom izgubio u vlastitom muzeju". Bezbrižnost filma posebno je u kontrastu na prethodnika, film  Ukleti hram, koji se često navodi kao "najmračniji" u trilogiji.
Procjenjuje se da je Posljednji križarski pohod zaradio preko 197 milijuna dolara u  Sjedinjenim Državama i 474 milijuna diljem svijeta. Po tim brojkama, film se nalazi na drugom mjestu najuspješnijih iz 1989., iza  Batman. Film je dobitnik Oscara za montažu zvučnih efekata.

## Vanjske poveznice
- Službena Indiana Jones stranica
- The Indiana Jones Wiki
- Indiana Jones i posljednji križarski pohod u internetskoj bazi filmova IMDb-a
- Indiana Jones i posljednji križarski pohod na Rotten Tomatoes